# Maison de Loes
La maison de Loes est une maison historique située en France sur la commune de Ferney-Voltaire, dans le département de l'Ain en région Auvergne-Rhône-Alpes.
Celle-ci fait l’objet d'une inscription partielle au titre des monuments historiques depuis le 7 juin 1988.

## Présentation
La maison est située dans le département français de l'Ain, sur la commune de Ferney-Voltaire au 7, rue de Meyrin. L'édifice est inscrit au titre des monuments historiques en 1988.

## Histoire
Cette maison a été construite entre 1765 et 1770 par François Dunoyer, un maître-maçon de Samoëns qui construisit de nombreuses maisons de Ferney à la demande de Voltaire, et qui en fit sa demeure. François Dunoyer fut nommé maire de Ferney du 30 juillet 1794 au 15 novembre 1795, c'est-à-dire de la chute de Robespierre jusqu'au début du Directoire.
La maison fut rénovée au début du XXe siècle par le notaire Léon Modas, qui fut élu maire de Ferney-Voltaire de 1901 à 1908. L'appellation « maison de Loes » figurant dans la fiche de la base Mérimée correspond probablement au nom d'un ancien propriétaire ; ce n'est pas le nom des propriétaires actuels, des particuliers.

## Architecture
Cette construction présente les principales caractéristiques des maisons voltairiennes, avec en façade une moulure séparant le rez-de-chaussée de l'étage, les encadrements des ouvertures en molasse, un avant-toit concave et une toiture à deux pans. Elle possède en outre de chaque côté des bossages en molasse soulignant son caractère de maison de maître.

## Protection
Le bâtiment est partiellement inscrit aux Monuments Historiques par arrêté du 7 juin 1988. Sont protégées la façade sur rue et la toiture.